# NanoSail-D2
NanoSail-D2 bio je mali satelit koji su izgradili NASA-in Marshall Space Flight Center i Ames Research Center za proučavanje razvoja solarnog jedra u svemiru. Bio je to CubeSat s tri jedinice, dimenzija 30 cm × 10 cm × 10 cm, mase 4 kg. Njegovo solarno jedro imalo je površinu od 10 m2, a bilo je postavljeno za oko pet sekundi.
Bilo je planirano da bude postavljen sa satelita FASTSAT dana 3. prosinca 2010., dva tjedna nakon lansiranja. Satelit se tada nije izbacio, ali se 17. siječnja 2011. sam izbacio i razvio jedro tri dana poslije. Nakon izbacivanja počeo je odašiljati signal koji je prvi put primljen u popodnevnim satima 19. siječnja 2011..

## Povijest
NanoSail-D2 izvorno je napravljen kao zemaljska rezerva za satelit NanoSail-D, koji je lansiran Falconom 1 2008. godine, ali je bio izgubljen kada se lansirna raketa pokvarila prilikom odvajanja jednoga stupnja. Tijekom sljedeće dvije godine napravljena su poboljšanja na rezervnom dijelu, a satelit je uključen u misiju FASTSAT.
NanoSail-D2 lansiran je raketom-nosačom Minotaur IV / HAPS, unutar satelita FASTSAT. FASTSAT je bio sekundarni teret pri lansiranju, dok je primarni teret bio STPSat-2. Na raketi nosaču bili su još RAX, O/OREOS, FalconSat-5 i dva FASTRAC satelita; Sara-Lily i Emma. Minotaur je lansiran s lansirne rampe broj 1 lansirnog kompleksa Kodiak u 01:25 UTC, 20. studenog 2010. godine. Orbital Sciences Corporation izvela je lansiranje prema ugovoru sa Zračnim snagama Sjedinjenih Država.
FASTSAT je postavljen u nisku Zemljinu orbitu s kružnom putanjom na 650 km visine pri nagibu od 72°. Očekivalo se da će se NanoSail-D2 odvojiti od FASTSAT-a 6. prosinca 2010., ali se vrata odjeljka nisu otvorila, spriječivši njegovo izbacivanje. Uspješno izbacivanje potvrđeno je 19. siječnja 2011. Nejasno je što je uzrokovalo kvar mehanizma za izbacivanje i zakašnjelo otpuštanje. NASA je zatražila od radio-amatera da slušaju signal iz NanoSaila-D. Oni su to učinili i snimili prijenos signala od 1 sekunde koji se emitirao svakih 10 sekundi.
Kako bi potaknuli publicitet i promatranja dok je jedro još u orbiti, NASA i spaceweather.com organizirali su fotografsko natjecanje s glavnom nagradom od 500 USD za snimanje slika solarnog jedra u orbiti.
Dana 17. rujna 2011. solarno jedro ponovno je ušlo u atmosferu nakon 240 dana u orbiti, iako je to bilo najavljeno tek za 29. studenoga 2011. godine.